# Сура Ан-Назіат
Сура Ан-Назіат (араб. سورة النازعات‎) або Висмикуючі — сімдесят дев'ята сура Корану. Мекканська, містить 46 аятів.